# Zhonghua minzu
Zhonghua minzu (pinyin: Zhōnghuá Mínzú) è il termine cinese (tradizionale: 中華民族; semplificato: 中华民族) sempre tradotto come "Nazione cinese" o "razza cinese" (ma letteralmente "etnia cinese") che si riferisce alla nozione di nazionalità cinese al di là delle decine di etnie che compongono quell'enorme e popoloso paese. Diversamente, l'etnia Han (escluse tutte le altre etnie) e il popolo della Repubblica Popolare Cinese (esclusi i cinesi che non vivono nella RPC) sono rispettivamente 汉族 e 中国人民. I cinesi all'estero vengono detti Huayi (华裔). Tutti i cinesi senza distinzione si riconoscono a prescindere dall'uso del carattere "Hua" in parole e espressioni come 华夏, 华人 e 中华民族 (ma nel nome in cinese della RPC, si riferisce al territorio della RPC: 中华人民共和国. In più, 华裔 è l'eccezione).
L'espressione Zhonghua minzu pone al centro l'identità della Cina in quanto tale e comprende popolazioni che hanno avuto a lungo rapporti, contribuito allo sviluppo ed assimilato in qualche misura la cultura cinese (anche se dei popoli antichi, prima considerati barbari -夷-, sono stati sinizzati in modo forzato). Non è completamente chiaro se includa pure i cinesi all'estero, come quelli di Singapore e che vivono nelle Chinatown.

## Resistenza al concetto di "Zhonghua minzu"
Dall'insediamento di Xi Jinping come Segretario generale del Partito Comunista Cinese nel novembre 2012, l'amministrazione Xi Jinping ha promosso lo slogan della "Grande rinascita della nazione cinese".
La venerazione per l'antenato leggendario del popolo cinese, l'Imperatore Giallo, si è intensificata, e in alcune regioni come lo Xinjiang (Uiguri) e il Tibet, vi sono individui che provano risentimento per essere inclusi forzatamente nel concetto di "Zhonghua minzu".
Inoltre, la resistenza al nazionalismo cinese è presente anche tra i sostenitori dell'indipendenza di Taiwan e tra i localisti di Hong Kong . In risposta, è emerso il nazionalismo di Hong Kong, e il nazionalismo taiwanese, promosso dallo storico taiwanese Su Beng, ha guadagnato consensi. Anche la teoria secondo cui i hongkonghesi costituirebbero un gruppo etnico distinto — nota come “teoria etnica di Hong Kong” — è stata influenzata da queste idee .
Il concetto di nazione cinese è stato discusso anche in relazione alle dispute territoriali, basandosi sull’idea che "le terre abitate dalla nazione cinese debbano essere governate da un unico Stato" . Queste idee vengono definite nazionalismo della Grande Cina, e a Hong Kong i sostenitori di tale ideologia sono spesso derisi con il termine Zhōnghuá jiāo . Il termine "Grande Cina" deriva dall'idea tradizionale che la Cina sia stata storicamente una civiltà unificata.
Liu Zhongjing, un teorico politico residente negli Stati Uniti, ha sostenuto che il concetto di nazione cinese sia una costruzione politica e ha promosso la teoria dello Zhu-xiaismo (諸夏主義).
Chan Ho-tin ha dichiarato che Pechino afferma che la Repubblica Popolare Cinese è uno Stato-nazione con un'identità nazionale unificata chiamata «Zhonghua Minzu» o la «razza cinese». Questo concetto, utilizzato per servire obiettivi politici e imperialisti, include vari gruppi come i tibetani, i mongoli, gli shanghainesi, i taiwanesi, gli abitanti di Hong Kong, così come la diaspora cinese in tutto il mondo. Secondo la posizione ufficiale di Pechino, tutti questi gruppi fanno parte della «razza Zhonghua» e devono quindi fedeltà al governo centrale. Sebbene ciò sia considerato assurdo da molti studiosi, rimane la linea ufficiale del partito. Andy Chan ha criticato questo nazionalismo come una maschera per l’imperialismo. Ha sottolineato le violazioni da parte di Pechino dell’Accordo dei Diciassette Punti con il Tibet, le promesse non mantenute all’adesione all’OMC, nonché le mancanze nella Dichiarazione Congiunta Sino-Britannica che hanno ridotto le libertà a Hong Kong.

## Relazioni con il Giappone
Tang Chunfeng, uno studioso cinese specializzato in questioni relative a Okinawa, ha espresso il suo sostegno al movimento per l'indipendenza delle Ryukyu e ha affermato che il popolo ryukyuano è discendente della nazione cinese .
Zhao Dong, del Comitato preparatorio per la Regione autonoma speciale di Ryukyu della Cina, che rivendica Okinawa come territorio cinese, ha dichiarato che "Ryukyu fa parte del dominio della nazione cinese" .
Nell’agosto 1948, Kiyuna Tsugumasa, un ex spia per la Repubblica di Cina, dichiarò: “Siamo parte della nazione cinese e dobbiamo sostenere la liberazione dei nostri fratelli ryukyuani” .